# Reprezentacja Estonii w koszykówce mężczyzn
Reprezentacja Estonii w koszykówce mężczyzn - drużyna, która reprezentuje Estonię w koszykówce mężczyzn. Za jej funkcjonowanie odpowiedzialny jest Estoński Związek Koszykówki. Cztery razy brała udział w Mistrzostwach Europy, jednak nigdy nie zdobyła medalu. Wystąpiła również na Igrzyskach Olimpijskich w 1936 roku.

## Udział w imprezach międzynarodowych
- Igrzyska Olimpijskie
  - 1936 - 12. miejsce

- Mistrzostwa Europy
  - 1937 - 5. miejsce
  - 1939 - 5. miejsce
  - 1993 - 6. miejsce
  - 2001 - 16. miejsce

## Obecny skład
- Rain Veideman
- Tanel Sokk
- Silver Leppik
- Kristo Saage
- Janar Talts
- Gregor Arbet
- Kaido Saks
- Siim-Sander Vene
- Rait Keerles
- Joosep Toome
- Kristjan Kangur
- Reimo Tamm